# Raimund Waltermann
Raimund Waltermann (* 7. August 1956 in Münster) ist ein deutscher Jurist und Professor an der Universität Bonn.

## Leben
Raimund Waltermann studierte Rechtswissenschaften in Münster und legte 1982 die Erste Juristische Staatsprüfung, 1986 die Zweite Juristische Staatsprüfung ab. 1989 wurde er an der Universität Münster mit einer Arbeit über verfassungsrechtliche und arbeitsrechtliche Schranken tarifvertraglicher Altersgrenzenregelungen promoviert. Waltermann war von 1989 bis 1990 als Rechtsanwalt in einer OLG-Sozietät in Hamm tätig und habilitierte sich 1994 mit der Schrift „Rechtsetzung durch Betriebsvereinbarung zwischen Privatautonomie und Tarifautonomie“ an der Universität Münster.
Von 1995 bis 2001 war Waltermann Inhaber des Lehrstuhls für Bürgerliches Recht, Arbeitsrecht und Sozialrecht an der Justus-Liebig-Universität Gießen und dort in den Jahren 1999 und 2000 Dekan des Fachbereichs Rechtswissenschaft. Im Jahr 2001 folgte Waltermann einem Ruf an die Rheinische Friedrich-Wilhelms-Universität Bonn und ist dort Direktor des Instituts für Arbeitsrecht und Recht der Sozialen Sicherheit sowie Inhaber des Lehrstuhls für Bürgerliches Recht, Arbeitsrecht und Sozialrecht. Von 2018 bis 2020 war er Prodekan der Rechts- und Staatswissenschaftlichen Fakultät und Vorsitzender des Rechtswissenschaftlichen Fachbereichs.
Raimund Waltermann führt seit der 13. Auflage das vom ehemaligen Richter des Bundesverfassungsgerichts Alfred Söllner begründete grundlegende Lehrbuch zum Arbeitsrecht fort. Zudem ist er u. a. Autor eines Lehrbuchs zum Sozialrecht sowie Mitherausgeber und Redaktionsleiter der Neuen Zeitschrift für Sozialrecht (NZS). Im Jahr 2010 verfasste er ein Gutachten mit dem Titel „Abschied vom Normalarbeitsverhältnis?“ für den 68. Deutscher Juristentag, in dem er arbeits- und sozialrechtliche Empfehlungen für den Umgang mit der wachsenden Prekarisierung von Arbeitsverhältnissen gab.
Seine Forschungsschwerpunkte betreffen die Rechtsquellen des Arbeitsrechts, die Zukunftsentwicklung der Tarifautonomie und des Tarifrechts, die nachhaltige Entwicklung von Arbeitsrecht und Sozialrecht (Niedriglohnsektor, Normalarbeitsverhältnis, Kleine Selbständigkeit, Integration von Älteren, Arbeitsrecht und Sozialrecht in der digitalisierten Arbeitswelt) sowie das Recht der gesetzlichen Unfallversicherung und der gesetzlichen Krankenversicherung.

## Schriften (Auswahl)
- Berufsfreiheit im Alter. Verfassungsrechtliche und arbeitsrechtliche Schranken tarifvertraglicher Altersgrenzenregelungen, Berlin, 1989. ISBN 9783428067671
- Rechtsetzung durch Betriebsvereinbarung zwischen Privatautonomie und Tarifautonomie, Tübingen, 1996. ISBN 978-3-16-146494-2
- Arbeitsrecht, Lehrbuch (Studienreihe Jura, Verlag Vahlen), 20. Aufl., München, 2021. ISBN 3-8006-4890-3
- Sozialrecht. Systematische Darstellung (Reihe Schwerpunkte, Verlag C.F. Müller), 14. Aufl., Heidelberg, 2020. ISBN 978-3-8114-4967-1
- Abschied vom Normalarbeitsverhältnis? – Welche arbeits- und sozialrechtlichen Regelungen empfehlen sich im Hinblick auf die Zunahme neuer Beschäftigungsformen und die wachsende Diskontinuität von Erwerbsbiographien?, Gutachten für den 68. Deutschen Juristentag 2010, München, 2010. ISBN 978-3-406-60192-7
- Differenzierungsklauseln im Tarifvertrag in der auf Mitgliedschaft aufbauenden Tarifautonomie, Frankfurt am Main, 2016. ISBN 978-3-7663-6469-2